# New York-i metró

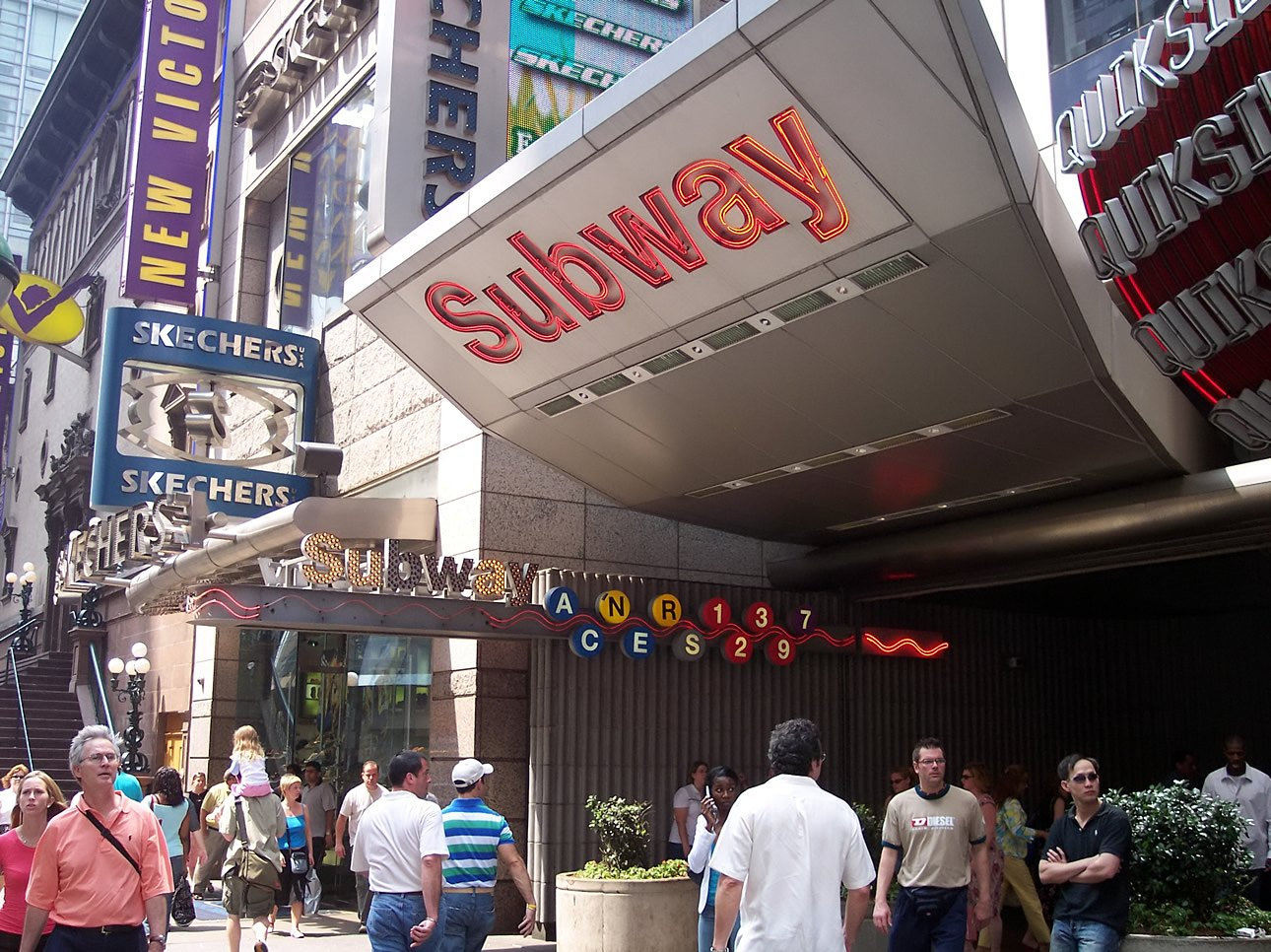
A 42th Street-Times Square állomás bejárata

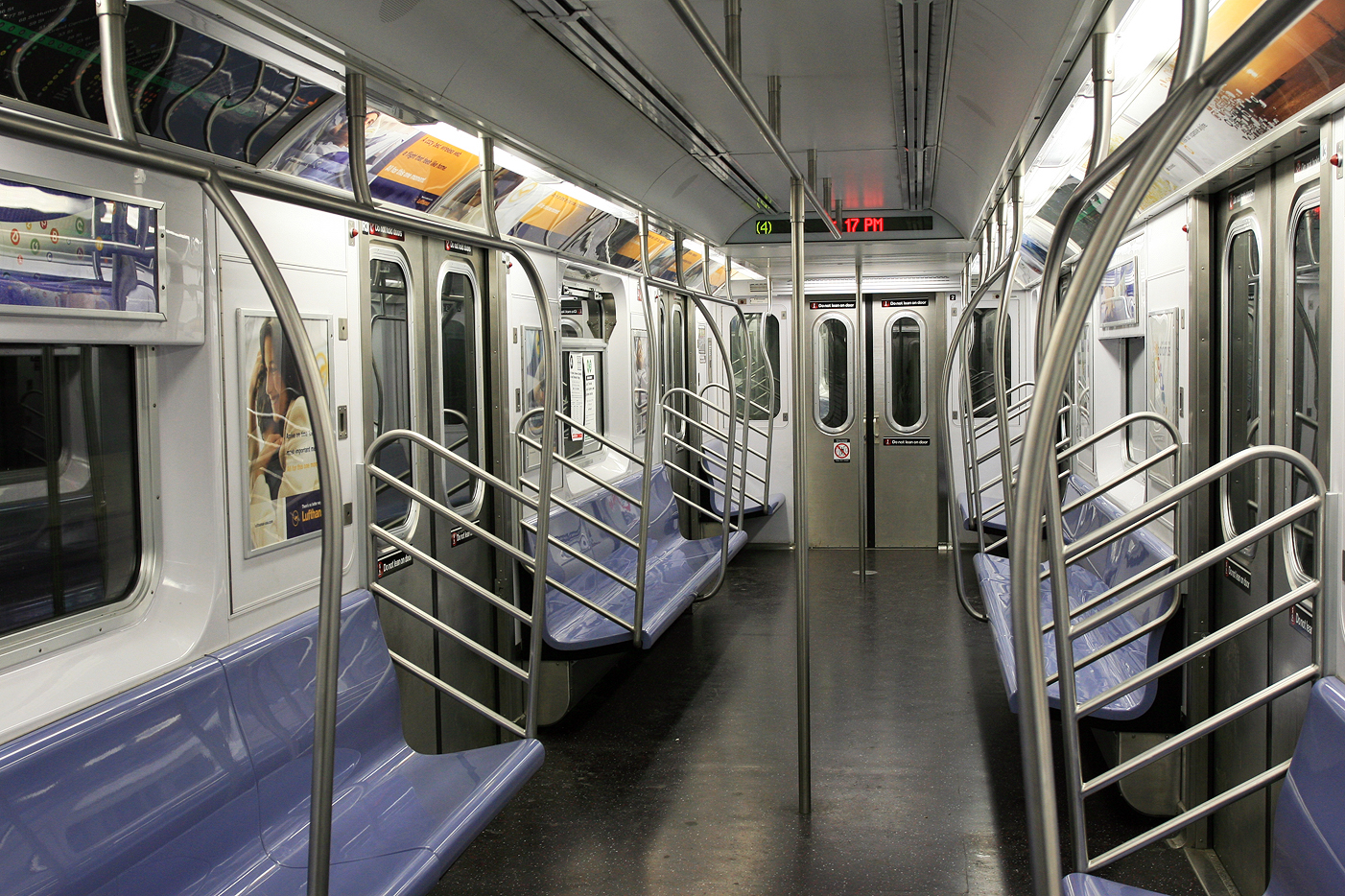
Egy a 4-en futó R142A szerelvény utastere

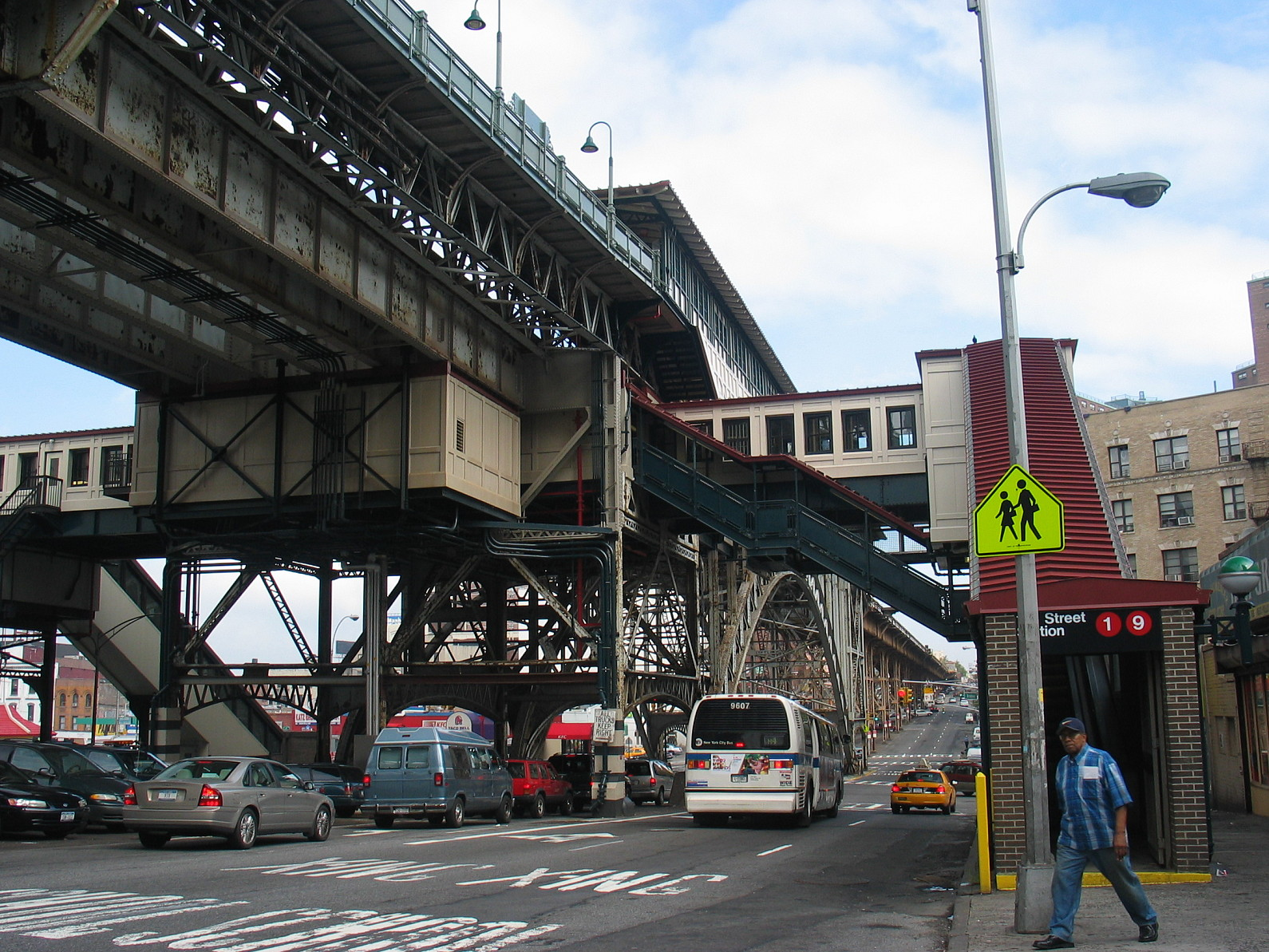
Az 1, 2, 3 125th Street-i állomása

A New York-i metró (angolul: New York City Subway) a világ egyik legtöbb viszonylatot számláló metróhálózata. Összesen 468 állomás található a 373 km hosszú vonalakon. Azon kevés közlekedési eszközök közé tartozik, amelyen az üzemidő non-stop (0-24), az év 365 napján. Utasszám tekintetében csak a 10. legforgalmasabb hálózat a világon. A metróvonalak közel 40%-a a felszínen fut, ezek nagy része magasvasút.

## Áttekintés

Példa a lassújárat jelképére (local)

Példa a gyorsjárat jelképére (express)

Az állomások New York négy nagy városrészében találhatóak meg: Manhattan, Queens, Bronx és Brooklyn, azonban a G vonal kivételével az összes megtalálható Manhattanben. A 468 állomás közel fele éjjel-nappal üzemel; az éjszakai vagy a nagyvasúti szerelvények miatt.
2005-ben a metróhálózat 50 éves rekordot döntött: az utasszám elérte az 1,45 milliárd főt. 2007 negyedik negyedévében, egy átlagos napon az utasok száma meghaladta a 6 432 700 főt. Az utasszám 2008-ban is növekedett, ugyanis az MTA (a hálózat üzemeltetője) a 2008-as év elején két lépésben csökkentette a jegyek és a bérletek árát mintegy 6,8%-kal.
A vonalak nagy részén találhatóak lassú- (local) és gyorsjáratok (express) is. Ilyenkor a pályaszakaszok legalább 3-4 vágányból állnak: a külső kettő a helyi, míg a belső kettő a gyorsjáratoknak van fenntartva. Érdekesség, hogy csúcsidőben a J és Z vonalak ún. skip-stop(kihagy-megáll) üzemmóddal működnek, vagyis ahol a J megáll ott a Z nem, és fordítva, azonban néhány expressz állomáson mindkettő megáll. Csúcsidőn kívül a Z nem közlekedik ilyenkor mindenhol a J áll meg. 2005. május 27-éig az 1 és 9 vonalak is így működtek, de a 9 vonal aznap megszűnt.
A vonalakat számokkal, ill. betűkkel jelölik, a Manhattanben használt vonal alapján osztják őket különböző csoportokba (kivételt a G képez, mely Manhattant nem érinti). A számok vagy betűk egy megfelelően színezett körben vagy egy csúcsára állított négyszögben állnak attól függően, hogy lassú- vagy gyorsjáratról van-e szó. Ezenfelül további, névvel ellátott csoportba is tartoznak.

## Történet
Az első kísérleti vonalat Alfred B. Ely építette, mely egy sűrített levegő által mozgatott kocsiból állt. A kísérlet végül nem folytatódott, 1910-ben viszont a maradványokat eltávolították a BMT Broadway vonal City Hall állomásának építésekor.
1888-ban New Yorkot elkapta a Nagy Hóvihar, ami az akkor létező magasvasutakat lebénította, emiatt a városháza eldöntötte, hogy szükség van egy jóval védettebb és halkabb rendszerre, a választás végül 1894-re ahhoz vezetett, hogy elrendelték egy metróvonal épitését, ami 1900-ban megkezdődött. Az első vonal 1904. október 27-én nyílt meg, amit az Interborough Rapid Transit Company (IRT) üzemeltetett. Ez a vonal a Városházától a 42. utcáig, majd arra fordulva a Times Square-ig, onnan északra fordulva pedig a 145. utcáig tartott. A City Hall állomáson a lassújáratú vonatok egy hurokvágányon fordultak és fordulnak mind a mai napig.
Az IRT később meghosszabbította a vonalat Bronxba, valamint a Joralemon Street-i alagúton át Brooklynba. 1913-ban viszont aláirták a Kettős Szerződéseket (Dual Contracts), amik már a Brooklyn Rapid Transit Company-t (BRT) is bevonták a hálózat kiépitésébe. A két hálózat nem volt egységes, mivel a BMT valamivel nagyobb űrszelvényt és nagyobb vonatokat használt.
A város később létrehozott egy harmadik vállalatot a Független Metróhálózatot (Independent Subway System, IND), ami a másik kettő vállalat vetélytársa volt, de a BMT (a BRT jogutódja) űrszelvényét használta. Az első vonaluk 1932-ben nyilt meg a 8. sugárút alatt.
Időközben az IRT és a BMT csődközeli helyzetbe került, mivel a Kettős Szerződések 5 centben maximálták a viteldíjat, ami viszont az első világháború utáni infláció miatt veszteségesnek bizonyult, emiatt 1940-ben a város kivásárolta a metrótársaságokat.
Az ezt követő éveket a lassú egységesítés jellemezte, a járművek kialakítása ekkoriban alakult ki. Eközben viszont a források csökkentek, és a hálózat építése megtorpant. A volt BMT viszonylatok a korábbi számozott viszonylatok helyett betűvel jelölt viszonylatokat kaptak, hasonlóan az IND viszonylataihoz.
Az 1970-es évekre a rendszer állapota leromlott, a közbiztonság és a köztisztasági állapotok rosszak voltak. Változást az 1980-as évek hoztak, amikor graffitiállóbb vonatokat szereztek be, valamint a pályaállapotok javulni kezdtek.
A szeptember 11-ei terrortámadások súlyosan érintették a Broadway-7. sugárúti vonalat, mivel az alagút a Világkereskedelmi Központ alatt haladt. A károkat 2002-re állították helyre. 2012-ben több részt elárasztott a Sandy hurrikán, a károkat 6 hónap alatt sikerült kijavítani.

## Vonalak
A metróvonalakat két divízióba osztják: Az A divízió viszonylatait számokkal a B divízió viszonylatait betűkkel jelölik.

### 'A' divízió (IRT - Interborough Rapid Transit)
| Vonal | Vonal neve                   | Viszonylat                                                                           |
| ----- | ---------------------------- | ------------------------------------------------------------------------------------ |
|       | Broadway-Seventh Ave Local   | 242nd Street - South Ferry                                                           |
|       | Broadway-Seventh Ave Express | 241st Street - Flatbush Ave 241st Street - New Lots Ave (Kizárólag csúcsidőben)      |
|       | Broadway-Seventh Ave Express | 148th Street - New Lots Ave                                                          |
|       | Lexington Ave Express        | Woodlawn - Utica Ave Woodlawn - New Lots Ave (Kizárólag csúcsidőben és késő éjszaka) |
|       | Lexington Ave Express        | Dyre Ave - Bowling Green Nereid Ave - Flatbush Ave (Kizárólag csúcsidőben)           |
|       | Lexington Ave Local/Express  | Pelham Bay Park - Brooklyn Bridge                                                    |
|       | Flushing Local/Express       | Main Street - 42nd Street-Times Square                                               |
|       | 42nd Street Shuttle          | Times Square - Grand Central                                                         |

### 'B' divízió (Brooklyn-Manhattan Transit Corporation)
| Vonal | Vonal neve                                    | Viszonylat                                                                                      |
| ----- | --------------------------------------------- | ----------------------------------------------------------------------------------------------- |
|       | Eight Ave Express                             | 207th Street - Lefferts Boulevard Rockaway Boulevard - Far Rockaway (Késő éjszaka kivételével!) |
|       | Sixth Ave Express                             | 145th Street - Brighton Beach Bedford Park Boulevard - Brighton Beach (Kizárólag csúcsidőben!)  |
|       | Eight Ave Local                               | 168th Street - Euclid Ave                                                                       |
|       | Sixth Ave Express                             | 205th Street - Coney Island                                                                     |
|       | Queens Boulevard Express/Eight Ave Local      | Jamaica Center - Canal Street (World Trade Center)                                              |
|       | Queens Boulevard Express/Sixth Ave Local      | 179th Street - Coney Island                                                                     |
|       | Brooklyn–Queens Crosstown                     | Court Square - Church Avenue                                                                    |
|       | Nassau St Local Nassau St Express             | Jamaica Center - Chambers Street (- Broad Street)                                               |
|       | 14th Street-Canarsie Local                    | Eighth Avenue - Rockaway Parkway                                                                |
|       | Queens Boulevard/Sixth Local                  | Metropolitan Avenue - Myrtle Avenue 71st Avenue - Metropolitan Avenue (hétköznapok)             |
|       | Broadway Express                              | Ditmars Boulevard - Coney Island 96th Street - Coney Island (részlegesen csúcsidőben)           |
|       | Second Avenue/Broadway Express/Brighton Local | Ditmars Boulevard - Coney Island 57th Street - Coney Island                                     |
|       | Broadway Local                                | 71st Avenue - 95th Street                                                                       |
|       | Broadway Local                                | Ditmars Boulevard - Whitehall Street Ditmars Boulevard - 86th Street (csúcsidő)                 |
|       | Franklin Ave Shuttle Rockaway Park Shuttle    | Franklin Ave - Prospect Park Broad Channel - Rockaway Park                                      |
| SIR   | Staten Island Railway                         | St Geroge - Tottenville                                                                         |

### Menetrend
| Napszak   | Időpont                                 |      |     |     |      |       |       |     |     |       |       |      |     |       |      |      |       |       |      |       |       |      |       |       |
| --------- | --------------------------------------- | ---- | --- | --- | ---- | ----- | ----- | --- | --- | ----- | ----- | ---- | --- | ----- | ---- | ---- | ----- | ----- | ---- | ----- | ----- | ---- | ----- | ----- |
| Csúcsidő  | Hétfő-Péntek 06.30-09.30 15.30-20.00    | 3-5  | 4-8 | 5-9 | 4-7  | 4-10  | 2-5   | 2-3 | 2-5 | 6-9   | 8-10  | 4-7  | 6-8 | 6-10  | 5-10 | 6-10 | 5     | 9-12  | 4-6  | 7-10  | 7-10  | 6-9  | 15    | 10    |
| Napközben | Hétfő-Péntek 09.30-15.30                | 4-6  | 8   | 8   | 4-7  | 10-12 | 4     | 5   | 5   | 6-9   | 10    | 6-8  | 10  | 10    | 6-9  | 10   | 10    | 10    | 8    | 10    | 10    | 10   | 15    | 10    |
| Este      | Hétfő-Péntek 20.00-24.00                | 10   | 12  | 12  | 10   | 10-12 | 10-15 | 5-8 | 10  | 10-12 | 12    | 6-10 | -   | 10-12 | 8-10 | 15   | 12-15 | 12-15 | 7-12 | 10-12 | 10-12 | 12   | 15-20 | 12-15 |
| Hétvége   | Szombat, vasár- és ünnepnap 06.30-24.00 | 6-10 | 12  | 12  | 8-12 | 10-14 | 8-10  | 4-8 | 5   | 8-12  | 10-12 | 8-10 | -   | 8-15  | 8-10 | 8-10 | 8-15  | 9-12  | 6-10 | 8-12  | 8-10  | 8-12 | 12-20 | 20-15 |
| Éjszaka   | 00.00-06.30                             | 20   | 20  | 20  | 20   | 20    | 20    | 20  | -   | 20    | -     | 20   | -   | 20    | 20   | 20   | 20    | 20    | 20   | 20    | 20    | 20   | 20    | 20    |

- Éjjel az 5 csak a Eastchester–Dyre Ave - 180th St útvonalon közlekedik. Az expressz-szerelvények csak a 180th St - Third Ave - 149th St útvonalon közlekednek.
- A 6-on 06.30 és 12.30 között a városba befelé, 12.30 és 21.00 között pedig a városból kifelé haladó vonatok közül minden második expressz-szerelvényként közlekedik a 3rd Ave - 138th Str - Parkchester útvonalon.
- A 7-en 06.30 és 12.00 között a városba befelé, 12.00 és 22.00 között pedig a városból kifelé haladó vonatok közül minden második expressz-szerelvényként közlekedik.
- Az A-n közlekedő vonatok fele érinti csak az Ozone Park - Lefferts Blvd illetve a Mott Ave - Far Rockaway útvonalakat. Ezeknek csak egy kis része halad a Rockaway Park - 116th St útvonalon is.
- A G-n közlekedő vonatok csak hétfőtől péntekig, 06.30 és 22.00 között érintik a 9th St - Court Sq útvonalat.
- A J és a Z vonalakon a Z csak csúcsidőben közlekedik, valamint ilyenkor a J helyett néhány állomáson a Z áll meg..
- Az M-en közlekedő vonatok 20.00 és 06.30 között valamint hétvégén csak a Village-Metropolitan Ave - Myrtle Ave útvonalon közlekednek ingajáratként.
- Az R-en közlekedő vonatok éjszaka csak a 36th Str - 59 Str között közlekednek ingajáratként. Canal St - DeKalb között az N helyettesíti.

### Express/Local
A local melléknévvel ellátott járatok a vonal teljes vagy egy bizonyos szakaszán minden állomáson megállnak. Az "express" jelzésűek pedig kihagynak bizonyos állomásokat, általában a kevésbé fontosabbakat/forgalmasabbakat, így gyorsabban eljutást biztosítanak azoknak az utasoknak akik hosszabb távon utaznak. A gyorsjáratok minden második, harmadik vagy negyedik stb. állomáson állnak meg. Külön vágányon futnak mind a express és a local vonatok így zavartalanul roboghatnak át a local állomásokon az express szerelvények. A leghosszabb express szakasz a Central Park mellett van, az A és a D vonatok 7 állomást hagynak ki, ezeken a B és C áll meg.
A külvárosokban a legtöbb express és local vonal külön válik és 1-1 önálló vonalként ér végállomásához pl. a 7th ave line, vagyis az 1- 2- és 3-as vonalak.

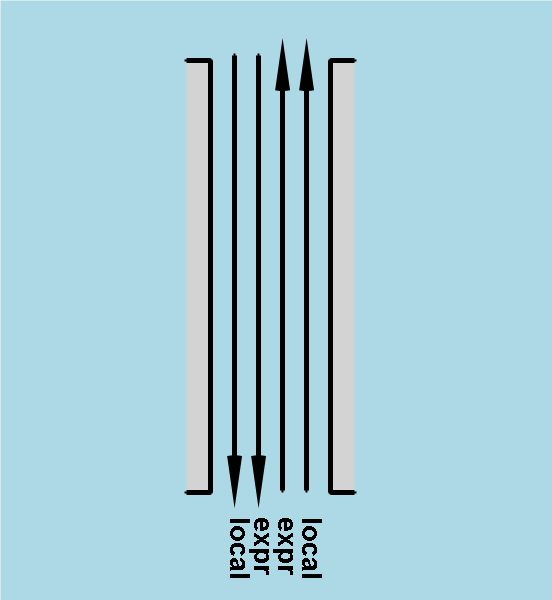
Local megálló

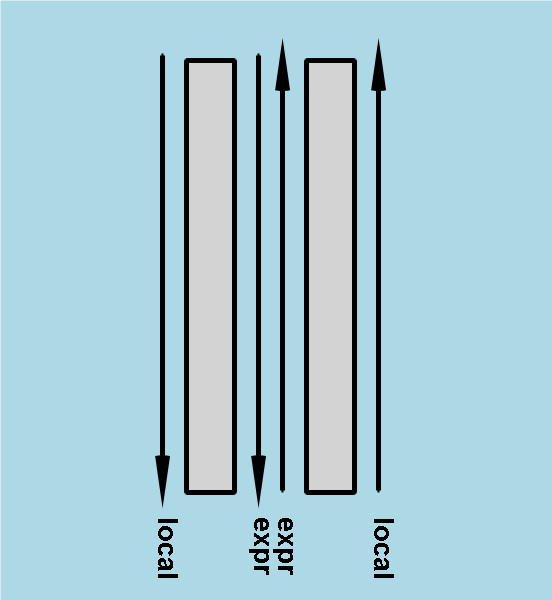
Express megálló

A 6-os és 7-es vonalaknak sajátos expresszük van, reggeli csúcsidőben a belváros felé, délután pedig a belvárosból kifefé közlekednek a gyorsjáratok. Erre a megoldásra azért került sor, mert ezeken a vonalakon csak 3-3 vágány fut végig a vonalon ezért nincs lehetőség mindkét irányban expresszt üzemeltetni. Ezek azonban teljes egészében egy vonalon közlekednek mint pl. az A és a C.
Megjegyzés:

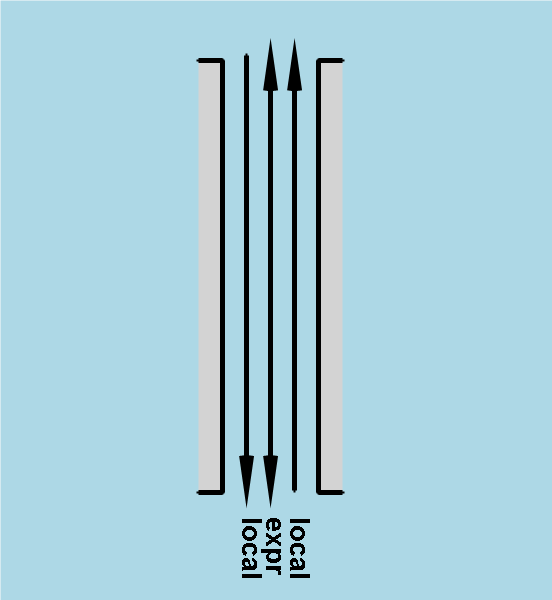
Local megálló

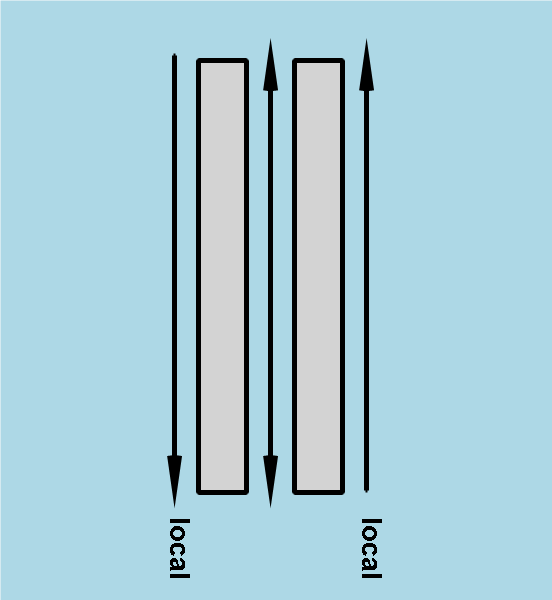
Express megálló

A vonalak nagy össze-visszaságában nehéz bármiféle szabályt alkotni, és ha sikerük is, sok lesz belőle kivétel. Kicsit olyan mintha a vonatok "kényük-kedvük szerint mennének a fejük után, nem törődve semmivel". A vonalak túlnyomó többsége minden napszakban, és hétvégéken másként közlekedik. Pl. az 5-ös vonal csak csúcsidőben közlekedik Brooklynba, reggel és délután Manhattanben van a végállomása, hétvégén és éjszaka pedig még a belvárosig sem megy, csak Bronxban közlekedik.

### Fontosabb csomópontok
| Állomás               | Átszállás |
| --------------------- | --------- |
| Manhattan             |           |
| 42nd St - Times Sq    |           |
| Canal St              |           |
| Fulton St             |           |
| Queens                |           |
| Roosevelt Av          |           |
| Brooklyn              |           |
| Broadway Junction     |           |
| Atlantic Av - Pacific |           |
| Court - Borough Hall  |           |

## Állomások
Egy átlagos állomás peronjának hossza 500-600 láb (150–180 m). Az utas az állomásra belépve étel-, ital- és jegyautomatákkal találkozhat, majd ezt követően a mozgólépcsők vagy a liftek segítségével juthat le a peronra. Bizonyos állomások annyira közel vannak a felszínhez, hogy sima lépcső vezet le.
A forgalmasabb állomásokon egy vágányt/peront egyszerre több vonal használ. Ilyenkor az utasnak csak le kell szállnia az egyik vonatról és nyugodtan megvárnia a csatlakozó szerelvényt. Ha az állomáson több vágány halad át, akkor gyakori megoldás a középperon, így csökkentve a vágányok közötti átszállás időtartamát. Azoknál a vonalaknál, ahol local- és expressz-szerelvények is futnak, ott az állomás egyik része csak a local, míg a másik része csak az expressz-vonatoknak vannak fenntartva. Az egyik legtöbb vágányú állomás a DeKalb, ahol az áthaladó 5 vonal összesen 6 vágányon fut.
Az állomások legnagyobb részén található illemhely, azonban sokat átalakítottak pl. újságosbódénak.

## Forgalom
Az utasforgalom az elmúlt években az alábbi módon változott:
| Utasok száma | 1 727 300 000 | 1 697 800 000 | 1 793 073 000 |
|              | 2017          | 2019          | 2022          |

## Szerelvények
A szerelvények szürke színűek, mindegyik oldalukon rajta van az amerikai zászló és az MTA logója.Általában 8-11 kocsi fut egy szerelvényként, a vonal használtságától függően.Az új kocsikat pl:R142 Kanadában gyártja az Alstom.

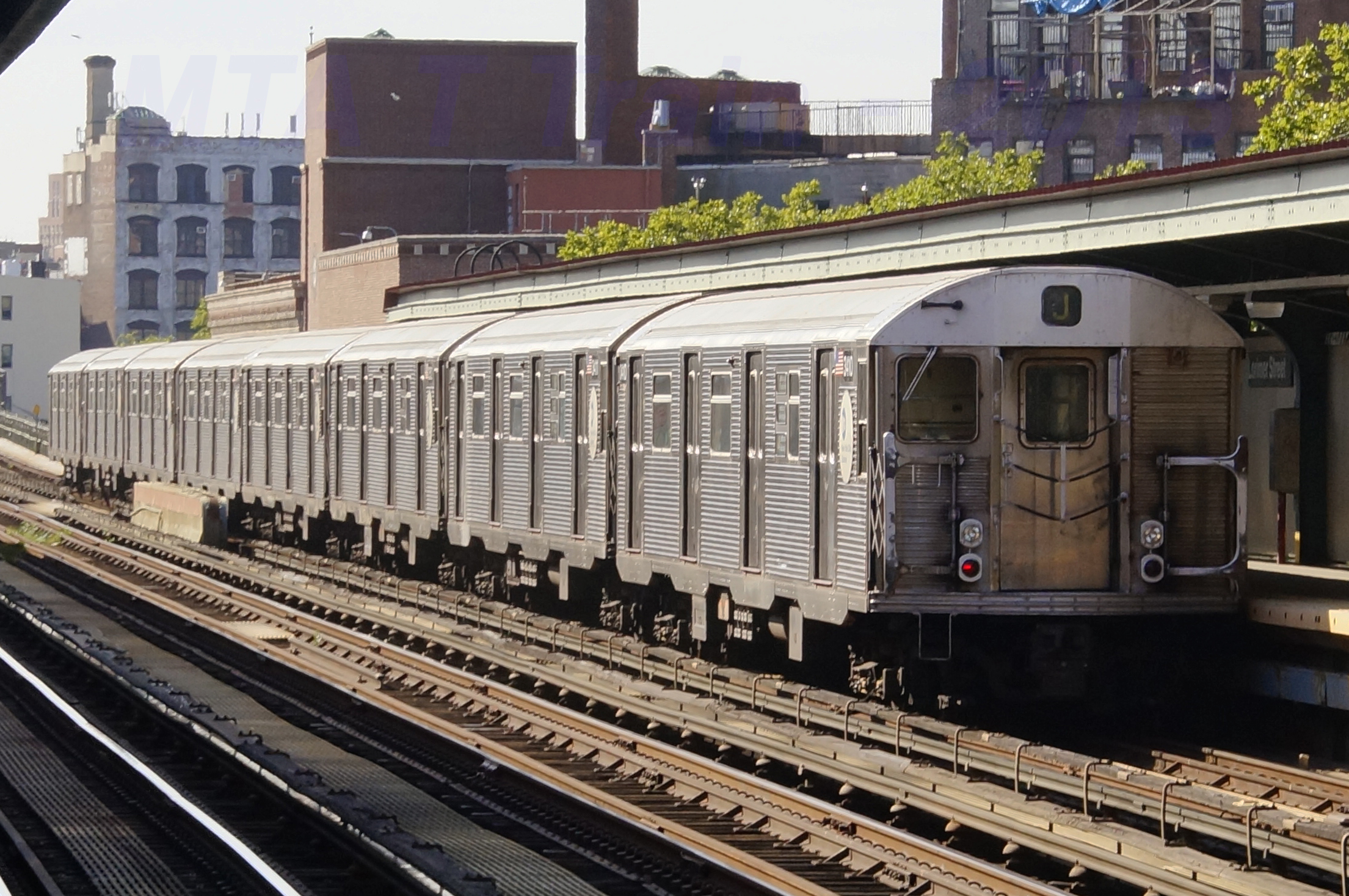
R32

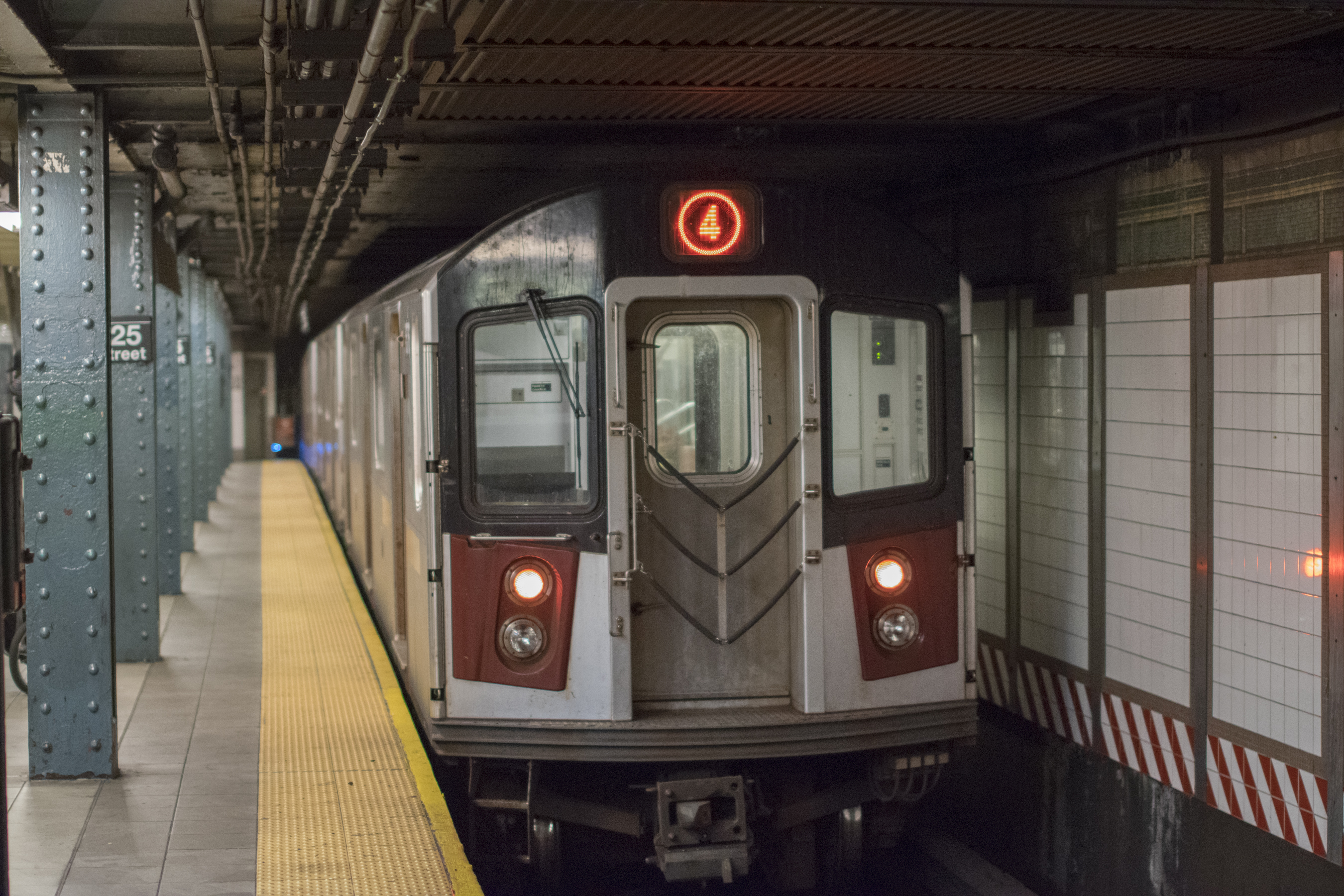
R142

Kocsitípusok:
- R32 (C,J,Z)
- R42 (J,Z)
- R44 (SIR)
- R46 (A,F,R,S)
- R62 (1,3)
- R62A (1,6,7,S)
- R68 (B,D,G,S)
- R68A (B,G)
- R142 (2,4,5)
- R142A (4,6)
- R143 (L)
- R160A/B (C,E,F,M,J/Z,L,N,Q)
- R188 (7)

## Tarifarendszer

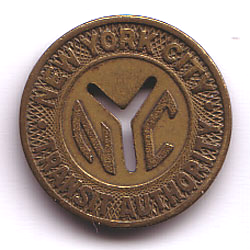
Token a XX. század közepéből

Az IRT 1904-es megnyitása óta, az 1948-as egyesítésig, amely magában foglalja a BMT és az IND divíziókat is, egy út bármely irányba, bármilyen hosszú útra 5 cent volt.
1948. július 1-jén ez az összeg a duplájára, 10 centre emelkedett és emelkedik is azóta folyamatosan. Amikor a NYCTA-t azaz a New York City Transit Authority (New York Közlekedési Hatóságot) megalapították 1953 júliusában, az összeg 15 centre emelkedett és bevezették a token, azaz érme rendszert. 2003. április 13-áig az emberek az állomásokon felállított bódékban vehették meg a tokenjeiket és utazhattak vele a metrón.
Ma már a világ többi országában sikeresen bevezetett chip-kártyával lehet utazni. Ezek a távolság függvényében számolják ki a menetdíjat, amit automatikusan levonnak a kártyán szereplő értékből. Természetesen lehetőség van papírjeggyel is utazni, és inkább ez a takarékosabb megoldás. A chip-kártya leginkább a helybelieknek ajánlott. Egy (papír) vonaljegy ára $2,5, míg a chip-kártyáé (MetroCard) megközelítőleg $5,50 amit csupán egyszer kell kifizetni - ez az $5,50 a chip-kártya esetleges visszaadását követően az utas visszakapja. Kapható továbbá még heti-, napi- és havijegy, valamint külön bérletek kerékpárokra és kutyákra.

## Fejlesztések

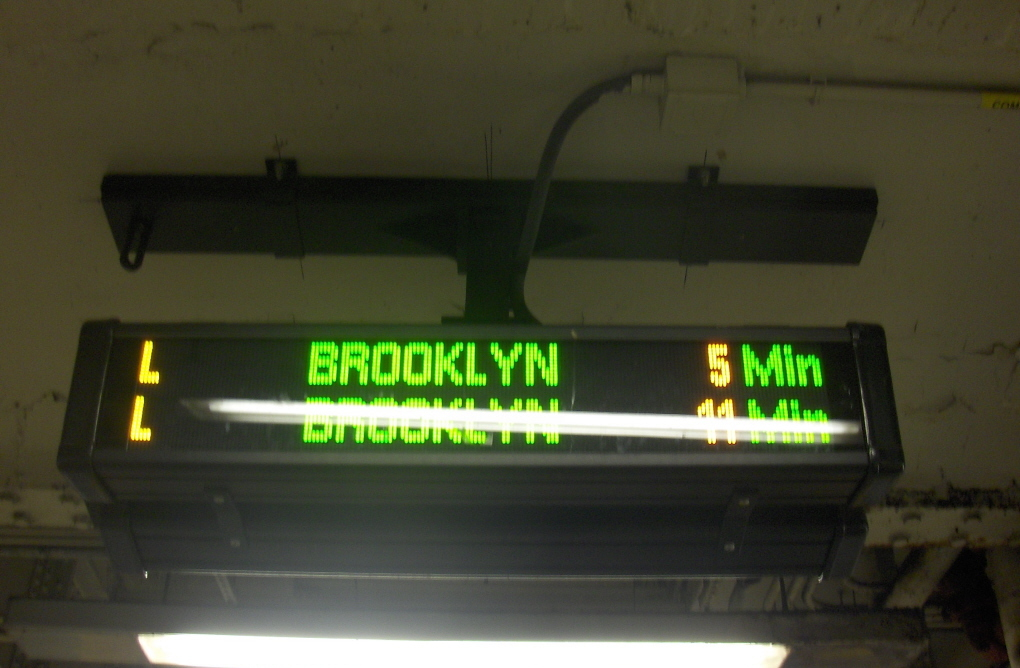
A következő vonat érkezését mutató LED kijelző az L egyik állomásán. A képen jól látható, hogy a kijelző bizonyos szögekből szinte olvashatatlan

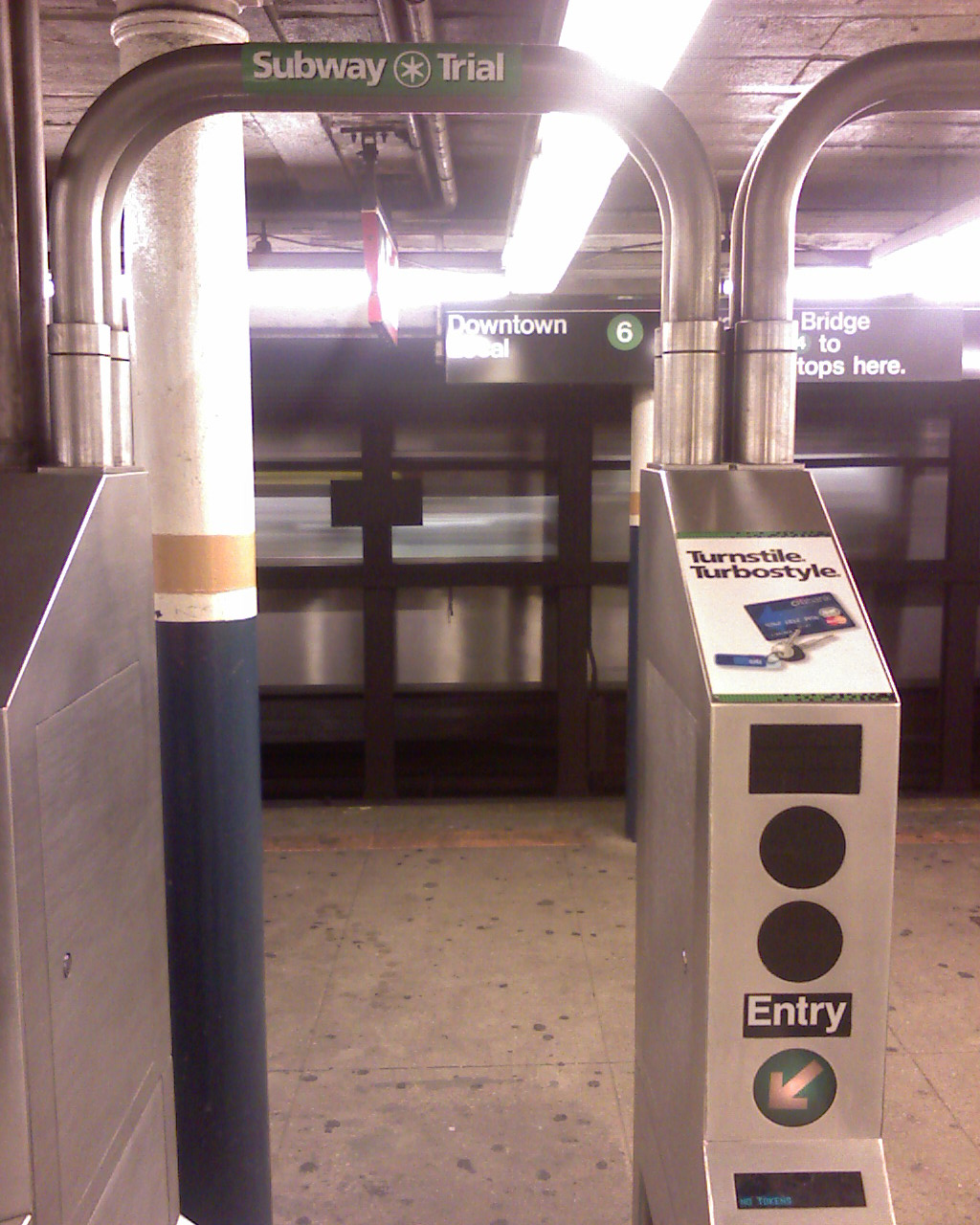
RFID kapu az IRT Lexington Ave egyik állomásán

Várhatóan 2013-ra elkészül a Second Ave Subway, vagyis a T vonal, ami a tervek szerint tehermentesíti Manhattant. A vonal megépítésénél és a majdan futó vonatoknál a lehető legmodernebb eszközöket alkalmazzák. A vonal építése már 1920-ban elkezdődött, de aztán a többi vonal robbanásszerű terjeszkedése miatt abbamaradt. Ezt követően 1970-ben ismét nekiláttak a megépítésének, azóta különböző finanszírozási okok miatt késik ennyit.
2006 augusztusában az MTA a 7-es vonal mentén felújított néhány állomást, valamint a South Ferry kikötő is rekonstrukció alá esett. Ezek lényege, hogy az állomások légkondicionálva lettek, illetve nyilvános telefonkészülékek kerültek elhelyezésre. A majdani T vonal összes állomásának ilyen felszereltsége lesz.
2003-ban az MTA egy 160 millió dolláros szerződést kötött a Siemens-szel, melynek értelmében a cég elektronikus kijelzőt telepít 158 állomásra. Kezdetben a LED kijelző miatt a ráírtak nehezen voltak olvashatóak, mivel az állomások igen jól meg vannak világítva, továbbá a programozással is történtek kisebb-nagyobb gondok. A kijelzők 2007 végén készültek el. Az L vonalon jelenleg tesztelés alatt fut a rendszer.
2006-ban a MasterCarddal kötött megállapodás értelmében az MTA az állomások bejáratánál ún. RFID kapukat szereltetett fel, ahol az utasok MasterCard kártyájukat használva tudnak fizetni. Ez a rendszer jelenleg a 4, 5, 6, 6E vonalakon működik teljes egészében, míg a 7 és L vonalakon pedig csak egy-egy szakaszon.
2008 telén az MTA a 7 és L vonalakat ún. CBTC (Communication-Based Train Control) vonalakká fogja alakítani, ennek értelmében a két sínszál közé egy ún. adatszőnyeget építenek, így a vonatot automata fogja vezetni. A biztonság kedvéért egy mozdonyvezető fogja felügyelni a rendszer működését, megakadályozva ezzel az esetleges baleseteket, továbbá az állomáson az ajtók záródását is ő vezérli. Ugyanilyen rendszerrel működik a budapesti M2-es és M3-as metró is.

## Biztonság

### Fényképek
A szeptember 11-ei terrortámadás után az MTA többször is javaslatot tett arra, hogy a fénykép- és videókészítés legyen megtiltva. Ezt egy alkalommal sem fogadták el. Az MTA közleménye a következő ezzel kapcsolatban:
…Fényképezni, filmezni vagy videófelvételt készíteni lehet, de kizárólag segédeszközök (vaku, állvány, egyéb eszközök) nélkül. A sajtó tagjai, amennyiben azt a NYPD engedélyezte, használhatnak segédeszközöket, kizárólag a sajtóigazolvány és a jelen engedély birtokában. Minden fényképészeti tevékenységet csak a fent felsorolt módon lehet folytatni…

### Terrorizmus
A 2005. július 25-én Londonban történt terrortámadás után az NYPD minden gyanús, illetve gyanúsnak ítélt csomagot átnéz. Amennyiben a csomagnak nincs tulajdonosa, úgy az állomást és a környékét terrortámadás gyanúja miatt lezárják. Ha egy utas gyanúsnak tűnik, akkor az NYPD igazoltathatja.

### Utasbiztonság
Amennyiben az utas megközelíti a peron szélét legalább 15 cm-re, úgy hangosbemondó figyelmezteti őt, hogy hagyja azt szabadon. Ha erre az utasításra az utas nem reagál, úgy az állomás forgalmi ügyeletesének jogában áll rendőrt hívni.

## Kritika

### Zsúfoltság

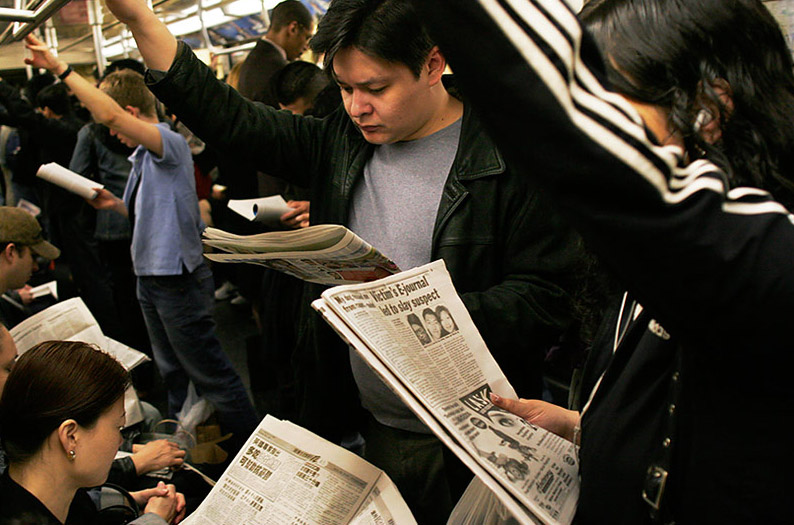
Tömeg az F egyik szerelvényén

Az A-divízióba tartozó összes, valamint az E és az L vonalak kivételével az összes többi vonal elérte a maximális utas- és vonatszám kapacitását. Éppen ezért nem ritka, hogy a szerelvények szinte mindegyike annyira tömve van, hogy még egy gombostűt sem lehet leejteni. Amennyiben az utasszám tovább növekszik, úgy hamarosan egyszerűbb lesz autóval közlekedni Manhattanben, mint metróval. 2016-ban adják át a T vonalat, amitől azt remélik majd, hogy csökkenteni fogja a többi vonalon a zsúfoltságot.

### Térkép
A hálózati térképekkel probléma, hogy Staten Island-et a kicsinyítés mértékéhez képest sokkal jobban összezsugorították. A másik probléma, hogy nehéz elkészíteni egy átfogó térképet a város metróhálózatáról, így a kifüggesztett térképeken az állomások nevei és az egyéb információk csak igen nehezen olvashatóak.

## Érdekességek
A C vonalon futó R32-es szerelvények 2014-ben lettek 50 évesek.
A három S azaz Shuttle (összekötő) vonal pár állomásal rendelkezik, rövid szakaszokon járnak, kevés kocsival.
A B, D, N, Q vonalak a Manhattan Bridge-en, a J, Z,
M vonalak a Williamsburg Bridge-en mennek át Manhattan-be.
Valaha léteztek V , K stb. vonalak, de a metróhálózat átszervezésével megszűntek.
A Legendás állatok és megfigyelésük című film egyik utolsó jelenete a City Hall állomáson játszódik.
A Ghost című film egyes jelenetei a metróban játszódnak.

## Galéria

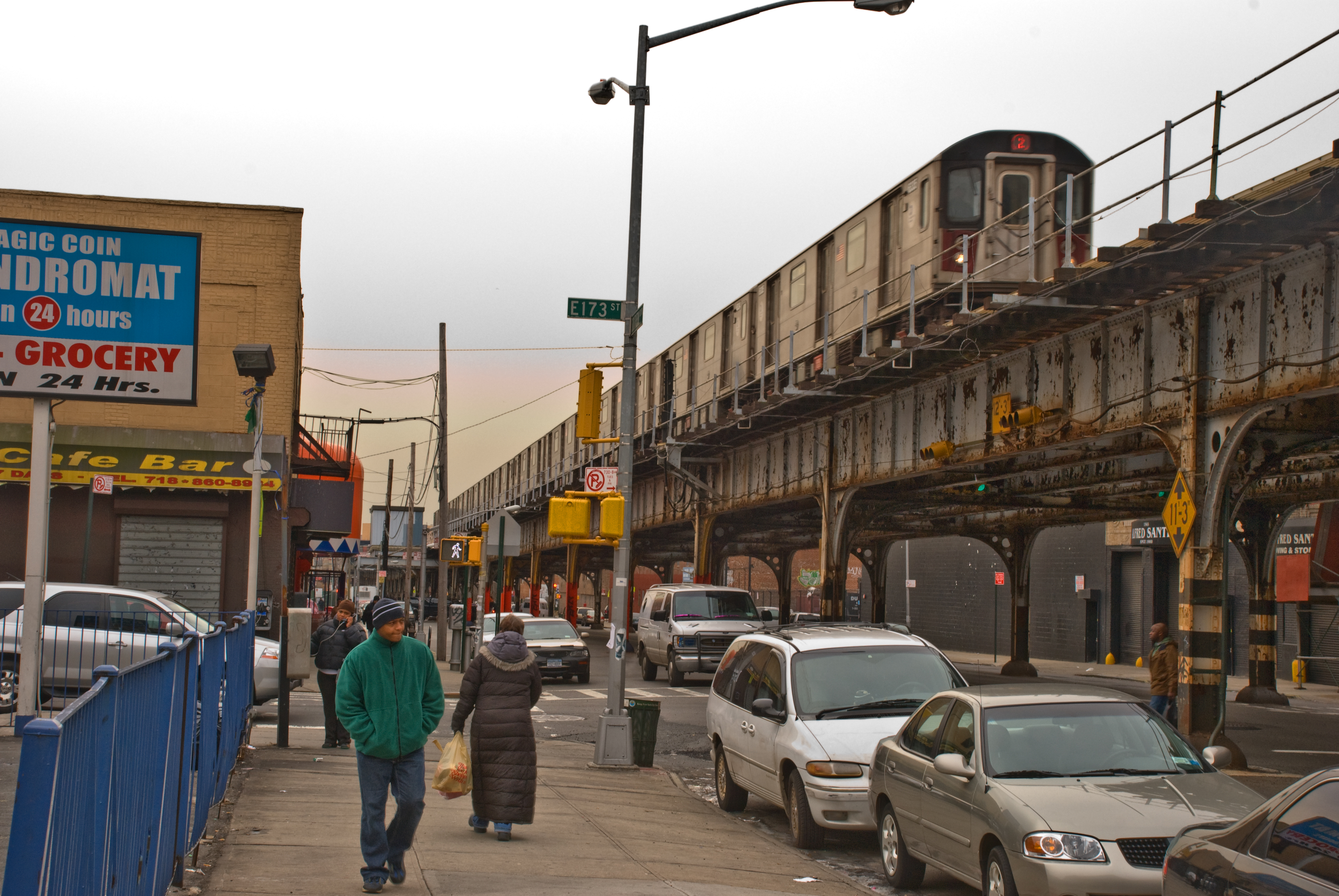
A 2-es vonal felszíni szakasza Bronxban

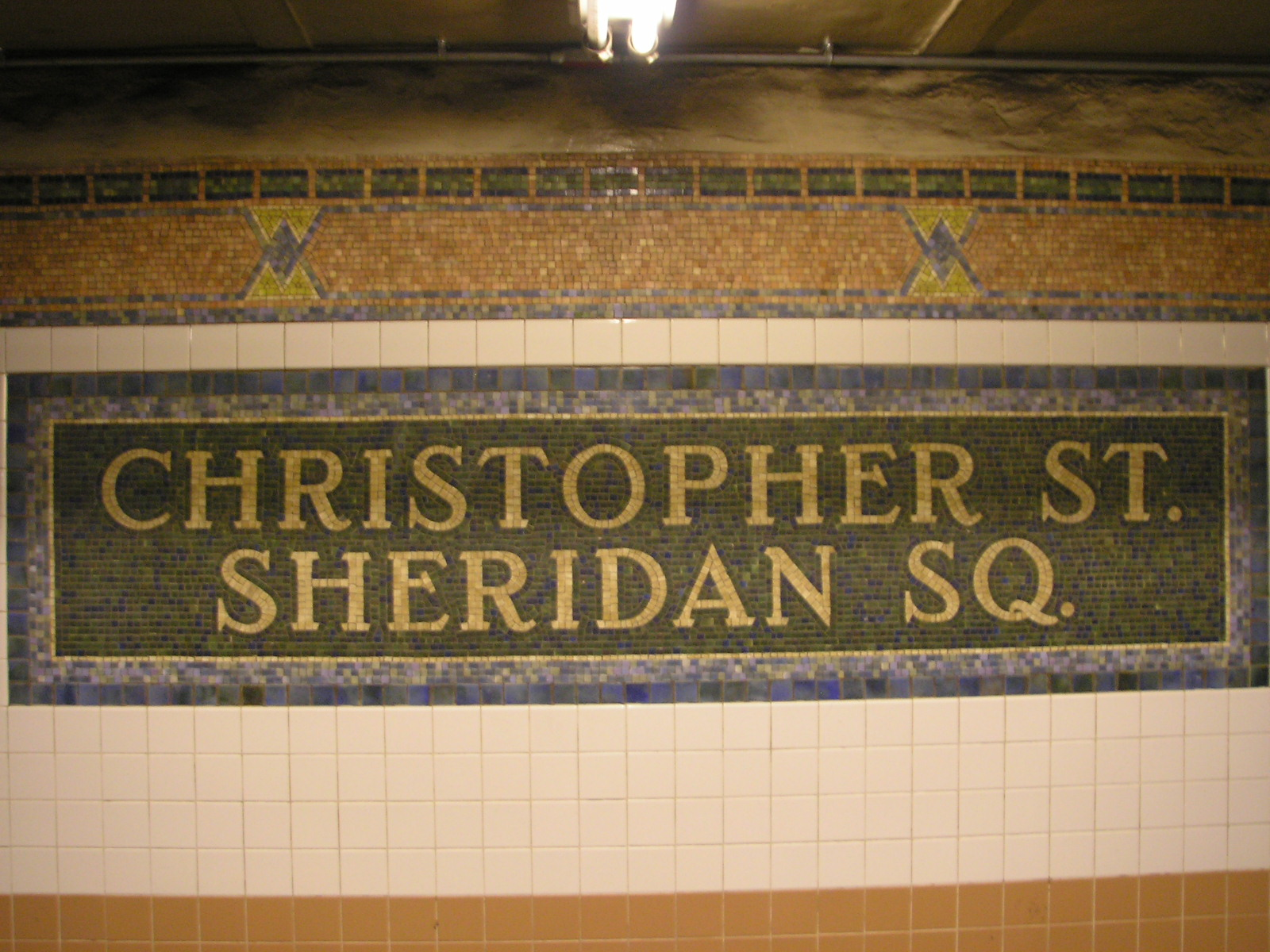
Mozaik az 1-es vonalán

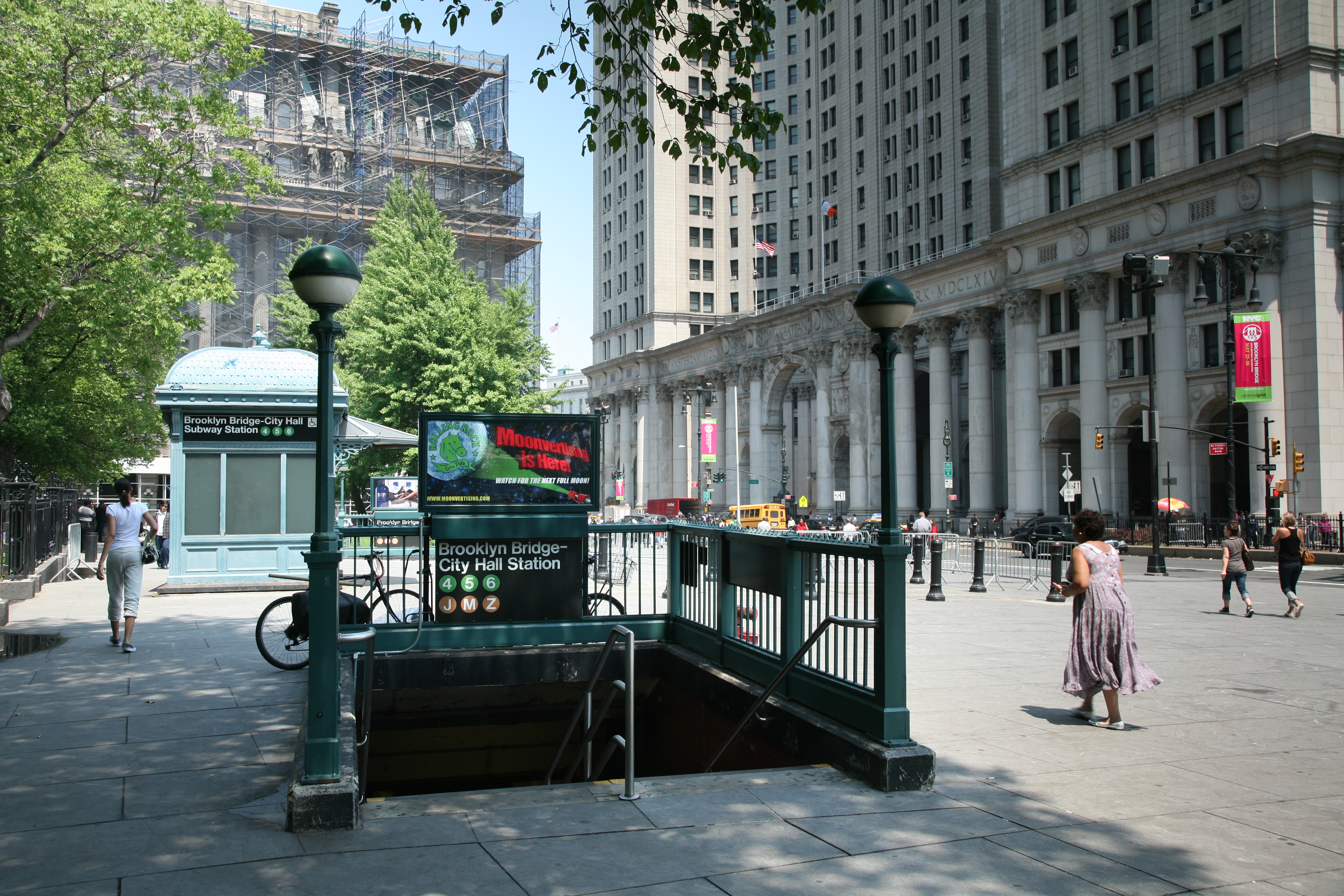
Egy tipikus bejárat (Brooklyn Bridge City Hall)

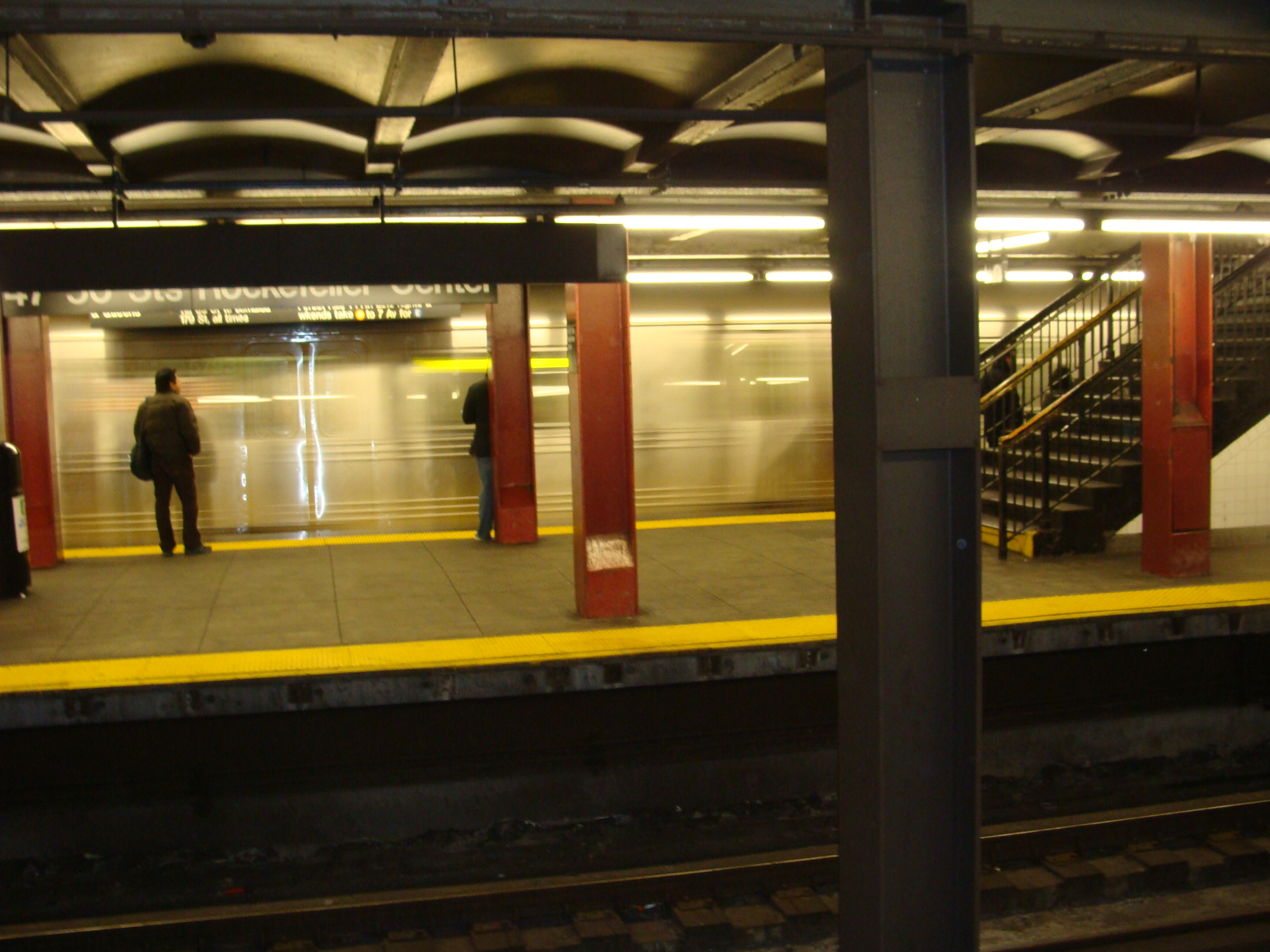
47-50 Sts Rockefeller Ctr Station

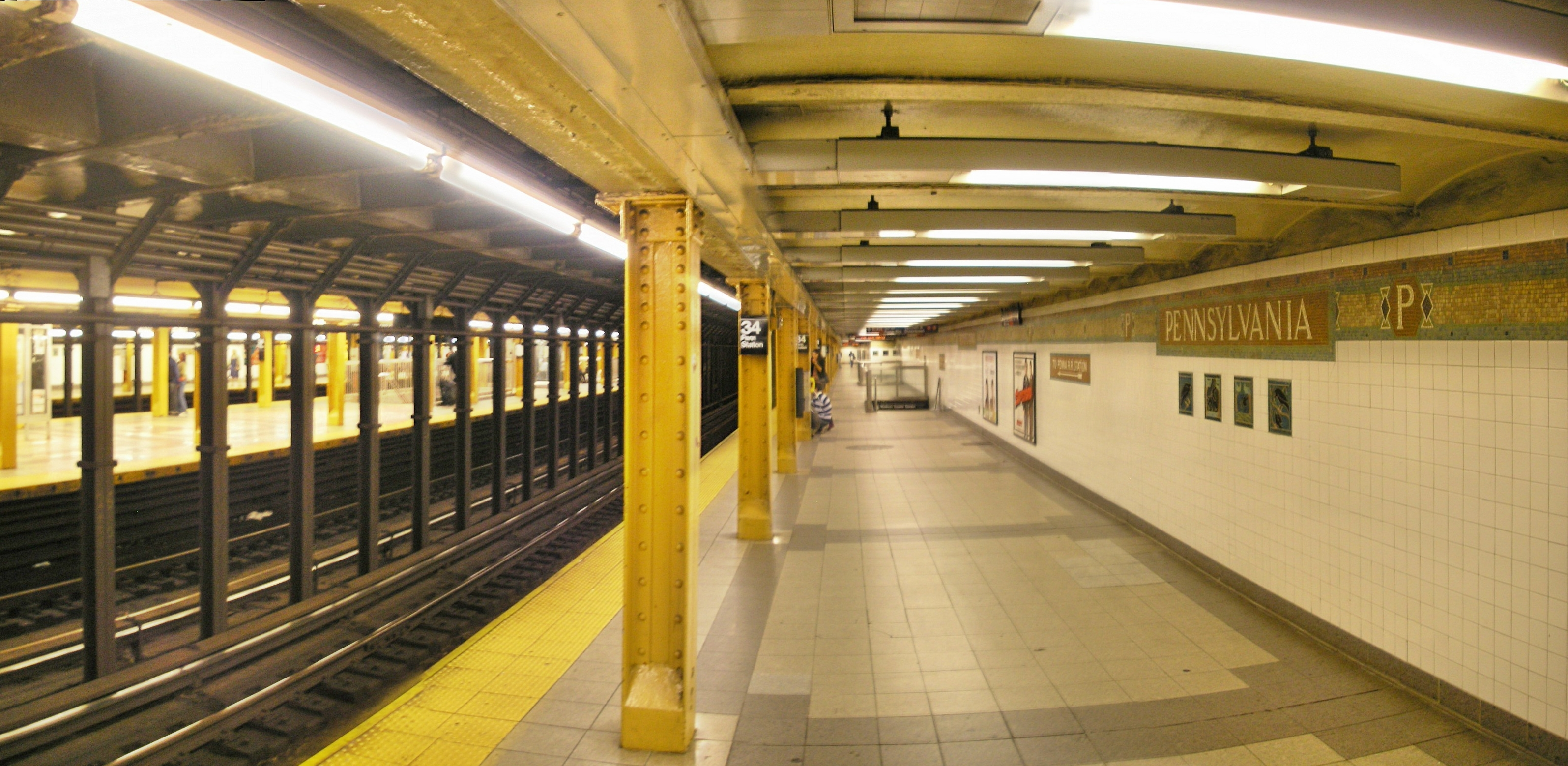
34th St Penn Station

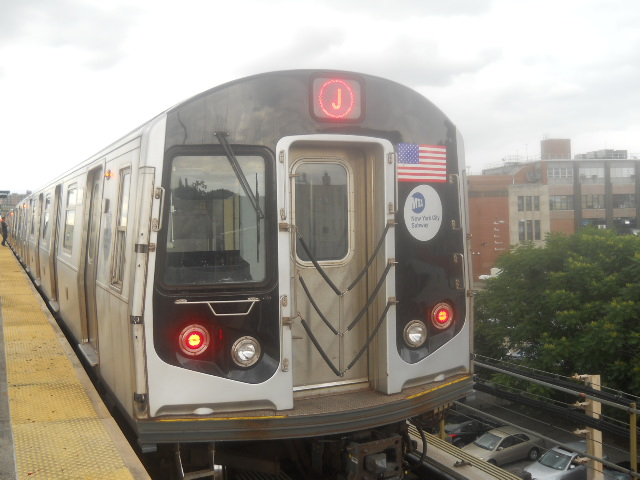
Egy J szerelvény, R160 as kocsikkal

## Fordítás
- Ez a szócikk részben vagy egészben  a   New_York_City_Subway című angol Wikipédia-szócikk fordításán alapul.  Az eredeti cikk szerkesztőit annak laptörténete sorolja fel. Ez a jelzés csupán a megfogalmazás eredetét és a szerzői jogokat jelzi, nem szolgál a cikkben szereplő információk forrásmegjelöléseként.
- Ez a szócikk részben vagy egészben  a   New_York_City_Subway című német Wikipédia-szócikk fordításán alapul.  Az eredeti cikk szerkesztőit annak laptörténete sorolja fel. Ez a jelzés csupán a megfogalmazás eredetét és a szerzői jogokat jelzi, nem szolgál a cikkben szereplő információk forrásmegjelöléseként.